# Кыртык
Кыртык (в верховьях — Субаши) — река в России, протекает в Эльбрусском районе Кабардино-Балкарской Республики.
Длина реки составляет 20 км, площадь водосборного бассейна 122 км².
Начинается к востоку от перевала Ирик и горы Чаткара. От истока течёт на восток, по ущелью, в среднем течении поросшему берёзово-сосновым лесом. Затем поворачивает на юг и впадает в Баксан на 142 км по левому берегу реки, на территории села Верхний Баксан.
Основные притоки — реки Мкяра (пр), Уллуесенчи (лв), Уллу-Артыкол (лв), Гитче-Артыкол (лв), Джугуртау (лв), Сылтрансу (пр).

## Данные водного реестра
По данным государственного водного реестра России относится к Западно-Каспийскому бассейновому округу, водохозяйственный участок реки — Баксан, без реки Черек. Речной бассейн реки — реки бассейна Каспийского моря междуречья Терека и Волги.
Код объекта в государственном водном реестре — 07020000712108200004512.